# Алкинди
Алки́нди (индон. Alkindi; род. 6 апреля 1962, Банда-Ачех) — индонезийский фехтовальщик-рапирист. Участник летних Олимпийских игр 1988 года.

## Биография
Алкинди родился 6 апреля 1962 года в городе Банда-Ачех, административном центре индонезийской провинции Ачех.
В 1987 году завоевал золотую медаль Игр Юго-Восточной Азии в Джакарте в личном турнире рапиристов.
В 1988 году вошёл в состав сборной Индонезии на летних Олимпийских играх в Сеуле. В личном турнире рапиристов занял на первом групповом этапе последнее, 6-е место, проиграв все поединки: с Александром Романьковым из СССР — 0:5, Биллом Госби из Великобритании — 0:5, Хесусом Эсперансой из Испании — 2:5, Дэйвом Литтеллом из США — 1:5 и Роберто Лаццарини из Бразилии — 1:5.